# Китай-город (Москва)

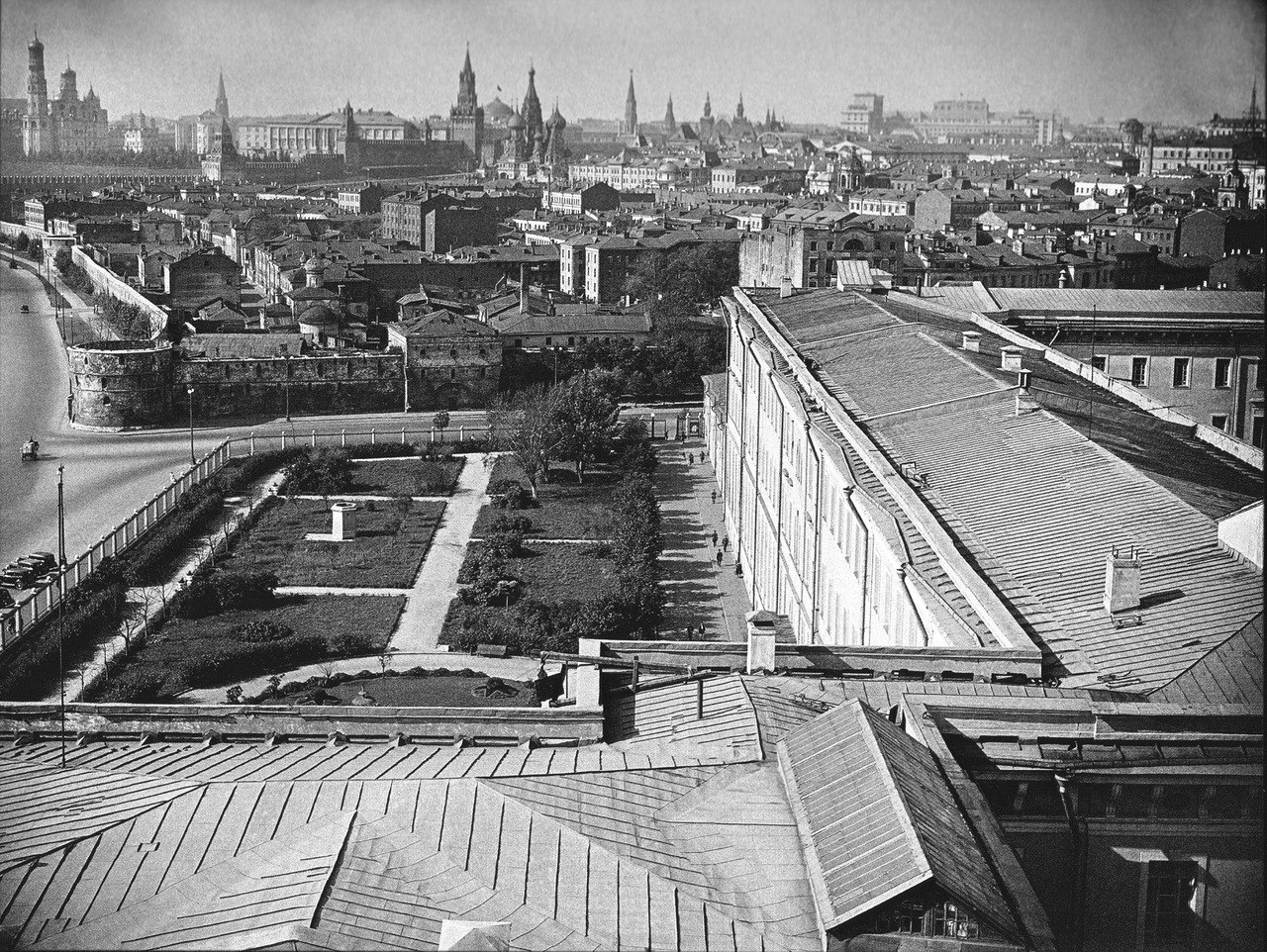
Частина муру у Зарядді у 1930-ті

55°45′21″ пн. ш. 37°37′26″ сх. д. / 55.75583333° пн. ш. 37.62388889° сх. д.
Китай-город (рос. Китай-город) — раніше Большой посад, а нині історичний район Москви всередині Китайгородської кріпосної стіни, прибудованої в 1538 році до кутових башт Московського Кремля: Беклемішевської та Арсенальної. У радянський час він був зруйнований і збереглися лише невеликі ділянки давньої стіни Китай-города.

## Історія
Великим посадом у давнину називався район Москви поза Кремлем, що примикав до нього зі сторони теперішньої Красної площі.
У 1394 році, очікуючи нашестя Тамерлана, навколо Великого посаду стали поспішно копати рів по лінії теперішнього Великого Черкасько-Володимирсько-Псковського провулків. Насипаний вал завершував частокіл. Протягом століття дерев'яно-земляні укріплення були єдиним захистом Великого посаду, у XVI ст. за Олени Глинської вирішено збудувати кам'яні укріпління. Навесні 1534 року вирили новий рів, що захищав більшу площу, а в 1535—1538 рр. — кам'яні стіни. Посад отримав тоді іншу назву — Китай-город.
Будівництвом керував італійський архітектор Петрок Малий, який заклав чотири вежі з воротами: Стрітенські, Троїцькі, Косьмодем'янські. Мур побудували за три роки, він охопив площу в 63 гектари, протягнувшись від Беклемішевської вежі Кремля вздовж Москви-ріки до Нової площі, згинаючись ліворуч на Луб'янці і повертаючись до Кремля, примикав до Арсенальної вежі. Порівняно з кремлівськими, стіни Китай-города були нижчі, але товстіші, з майданчиками для гармат. Довжина стін становила 2567 м, ширина — 4 м, висота — понад 6 метрів.

## Назва
Назва, можливо, походить від слова кита — «зв'язка тонких жердин», з яких у 1534 році було збудовано тут тимчасові укріплення.. У словнику Даля слово кита (китана, китица, кить) тлумачиться як «стебло», «трава повійної і довгостовбурової рослини», «пліть», похідне китка (кита) тлумачиться як «звитий кільцем сінний в'юк». У російських джерелах XVII ст. словом кита називають султан — в описах форми гусарів, яничарів. Відоме слово «кита» в цьому ж значенні і в українській мові початку XX століття, воно також вживалося і як синонім «китиця», з яким має спільне походження.
За іншою версією, назва пов'язана з італ. citta (повністю cittadelle — «цитадель») чи з тюркським катай («городище», «фортеця»). У Словнику Брокгауза і Єфрона «Китай-город» виводиться від «татарського» слова «Китай» («середній») і тлумачиться як «Середнє місто».
Російський письменник і журналіст Володимир Гіляровський у своїй книжці «Москва і москвичі», а з ним і ряд істориків пов'язують назву московського Китай-города з Китайгородом на Поділлі: Олена Глинська могла дати ім'я району в пам'ять про свою батьківщину. Окрім того, Китай-городом у пізніші часи називали посадську частину міста Пронська, що може бути пов'язано з перебудовою місцевої фортеці тим самим зодчим, що будував московський Китай-город — Петроком Малим.
І. К. Кондратьєв припускав і походження назви московського району від назви країни: ніби завдяки давнім московсько-китайським торговим відносинам.
В енциклопедії Кюрінца і в перекладі її на російську мову в "Экономическом магазине" в статтях про кітти описуються їх різновидності. Під цим словом розуміється певний рід рідкої і в'язкої матерії, яка з'єднує жорсткі і тверді тіла, наприклад каміння між собою, дерево — дерев'яні кітти, а також скульптурні кітти, кітти для печей, заліза і хімічної посуди, і яка, не впитуючись в саме тіло будівельних матеріалів, на поверхні їх твердне, а затвердівши — ніякими рідинами більше не розчиняється. По-суті, мова йде про клеї, замазки і гідравлічні розчини або гідравлічні добавки.

## Знос стіни
Китайгородський мур знесли в 1934 році, залишилися тільки невеликі ділянки: на площі Революції і вздовж Китайгородського проїзду, а також фрагмент білокам'яного фундаменту Варварської вежі в підземному переході станції метро «Китай-город».
Наприкінці 1990-х років Воскресенські ворота і окремі ділянки муру в районі Театральної площі і Третьяковського проїзду були відновлені, хоча в дещо іншому вигляді, ніж були до зносу.